# Aylesford
Aylesford es una localidad ubicada en Kent, Inglaterra. Según el censo de 2011, tiene una población de 10 660 habitantes.
Fue originalmente un pequeño asentamiento ribereño, pero se ha expandido rápidamente en los últimos años.

## Historia
En esta zona ha habido actividad humana desde el período neolítico. Existen una serie de cámaras mortuorias al norte del pueblo, de las cuales la más famosa es la llamada Kit's Coty House, a 1.5 millas al norte. Todas las cámaras han sido dañadas por la actividad agrícola. Kit's Coty es el resto de la cámara mortuoria al final de un zanja. Una estructura similar, justo al sur de esta, es la llamada Countless Stones.
Se han descubierto espadas de la Edad de Bronce cerca de aquí, así como un asentamiento de la Edad de Hierro y restos de un poblado romano que estuvo en lo que hoy se llama Eccles. Se supone que el lugar fue el sitio de la batalla de Medway, que ocurrió durante la invasión romana de Inglaterra, aunque no se ha encontrado evidencia directa de esto.
La Crónica Anglosajona registra que en las cercanías se desarrollaron varias batallas en diferentes tiempos. La batalla de Aylesford tuvo lugar en 455, cuando Hengest combatió a Vortigern. Se dice que su hermano Horsa cayó en esa batalla. Alfredo el Grande derrotó a los daneses en 893, así como también Edmundo II Flanco de Hierro guerreó con los invasores escandinavos en 1016.
El feudo de Aylesford fue primeramente propiedad de Guillermo el Conquistador. La iglesia de san Pedro y san Pablo es de orígenes normandos. Aquí se levanta un monumento en honor a la familia Culpeper, que detentaba el cercano Preston Hall.
Desde 1951, el cráneo de san Simón Stock se preserva como reliquia en el monasterio carmelita local, pues se supone que el santo nació en Aylesford.